# 汤士伦

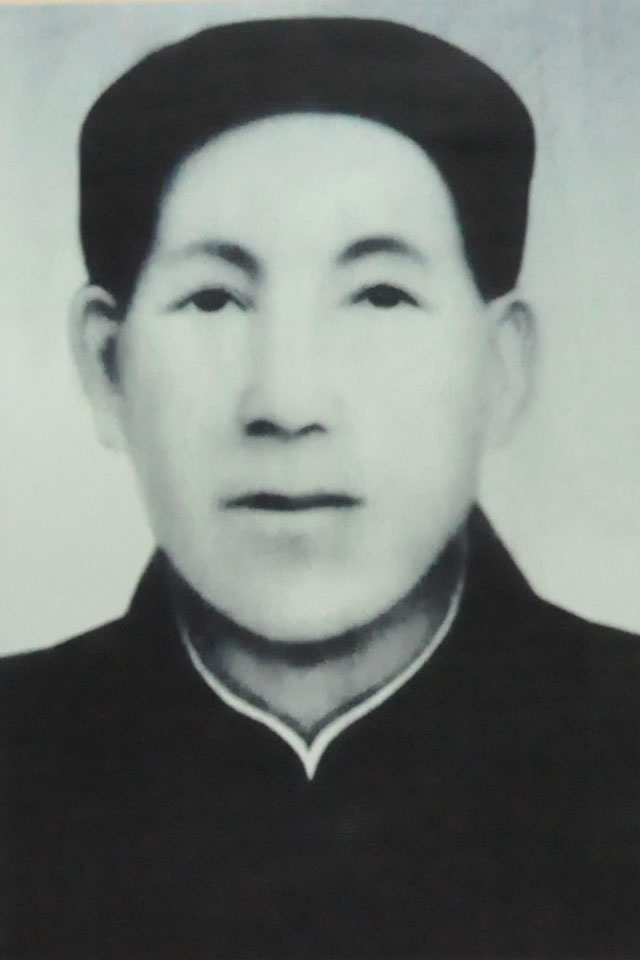
汤士伦近照

汤士伦（1907年—1931年2月7日），字叙五，化名黄昆，江苏如皋安东燕庄人，中共党员，曾任苏北红十四军驻上海办事处负责人，龙华二十四烈士之一。

## 生平
清光緒三十三年（1907年）生，曾任中共如皋縣委书记、江安區委書記。民國17年，与哥哥汤士佺組織領導了如皋五一農民暴動，失敗後在紅軍第十四軍從事武裝鬥爭，失败后来上海躲避。1931年1月18日凌晨1点，在上海昆明路325号同兴里被捕，2月7日在龙华遇害。
湯士倫在打仗時曾被打斷一個手指，敵人從叛徒密报中得知這一特徵，審訊時要他伸出手來，問他為何少一個指頭，士倫知道已為叛徒告密。